# Seznam brabantských vévodů

Původní podoba brabantského erbu (Brabantský lev)

Podoba erb po nabytí Limburska roku 1280

Tento seznam zahrnuje brabantské panovníky, lankrabata a vévody.

## Lankrabata brabantská
- Jindřich III. Lovaňský, 1085/1086–1095 (od roku 1078 již jako hrabě lovaňský a bruselský)

## Vévodové dolnolotrinští a lankrabata brabantská
- Geoffroy I. Lovaňský, 1095–1139 (vévoda dolnolotrinský od roku 1106)
- Geoffroy II. Lovaňský, 1139–1142
- Geoffroy III. Lovaňský, 1142–1190

## Vévodové brabantští a dolnolotrinští
- Jindřich I., 1190–1235 (již jako vévoda brabantský od roku 1183/1184)
- Jindřich II., (* 1207), 1235–1248, 1. manželství s Marií Štaufskou dcerou krále Filipa, 2. manželství s Žofií, dcerou sv. Alžběty Durynské, syn Jindřich zv. „dítě z Brabantu“ (* 1244), pozdější lankrabě Jindřich I. Hesenský, zakladatel hesenské lankraběcí linie.
- Jindřich III., 1248–1260
- Jindřich IV., 1261–1267

## Vévodové brabantští, limburští a dolnolotrinští
- Jan I., 1267–1294, od roku 1288 též vévoda limburský
- Jan II., 1294–1312
- Jan III., 1312–1355
- Johana, 1355–1406 (∞ Václav Lucemburský 1355–1383)
- Markéta III. Flanderská, jeho neteř, od 1404 ustanovena dědičkou, zemř. 1405; ∞ Filipa II. Smělého z burgundské dynastie
- Antonín Burgundský roku 1404 učiněn ustanoven dědicem, vévodou v letech 1406–1415
- Jan IV., 1415–1427
- Filip ze Saint-Pol, 1427–1430

## Vévodové burgundští
- Filip III. Burgundský zv. Dobrý, 1430–1467
- Karel Burgundský zv. Smělý, 1467–1477
- Marie Burgundská, 1477–1483, vdaná za císaře Maxmilián I. Vévodství brabantské se všemi zeměmi burgundských vévodů připadl sňatkem k habsburskému Španělskému Nizozemsku

## Vévodové brabantští v novověku
- Leopold II., 1835–1865 vévoda brabantský
- Leopold (nejstarší syn Leopolda II.), 1865–1869 vévoda brabantský
- Leopold III. (1901–1983), 1901–1934 vévoda brabantský
- Baudouin I. (1930–1993), 1934–1951 vévoda brabantský
- Filip (* 1960), 1993–2013 vévoda brabantský
- Alžběta (* 2001), od roku 2013 vévodkyně brabantská[1]